# Gergina Skerlatova
Gergina Skerlatova (cirílico:Гeргинa Скерлатова) (25 de março de 1954) é uma ex-basquetebolista búlgara que conquistou a Medalha de Bronze nos XXI Jogos Olímpicos de Verão realizados em 1976 em Montreal, Canadá.